# وشنام حيدر صالح زهي
وشنام حيدر صالح زهي (بالفارسية: وشنام حیدر صالح زهی) هي قرية تقع في البلدة المركزية في إيران. يقدر عدد سكانها بـ 60 نسمة بحسب إحصاء 2016.